# Cultura da Jamaica

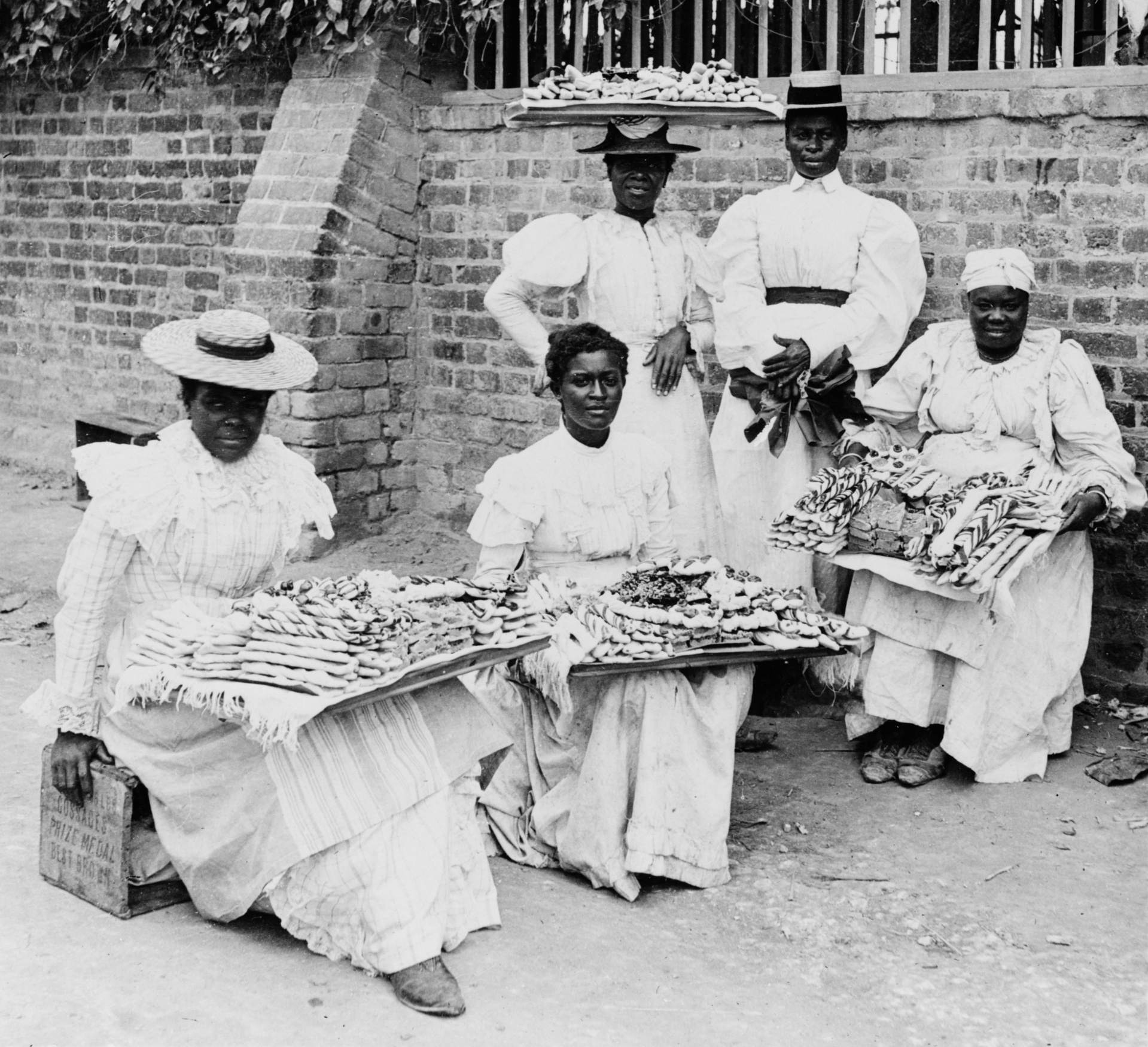
Vendedoras de doces em Kingston, Jamaica, c. 1899

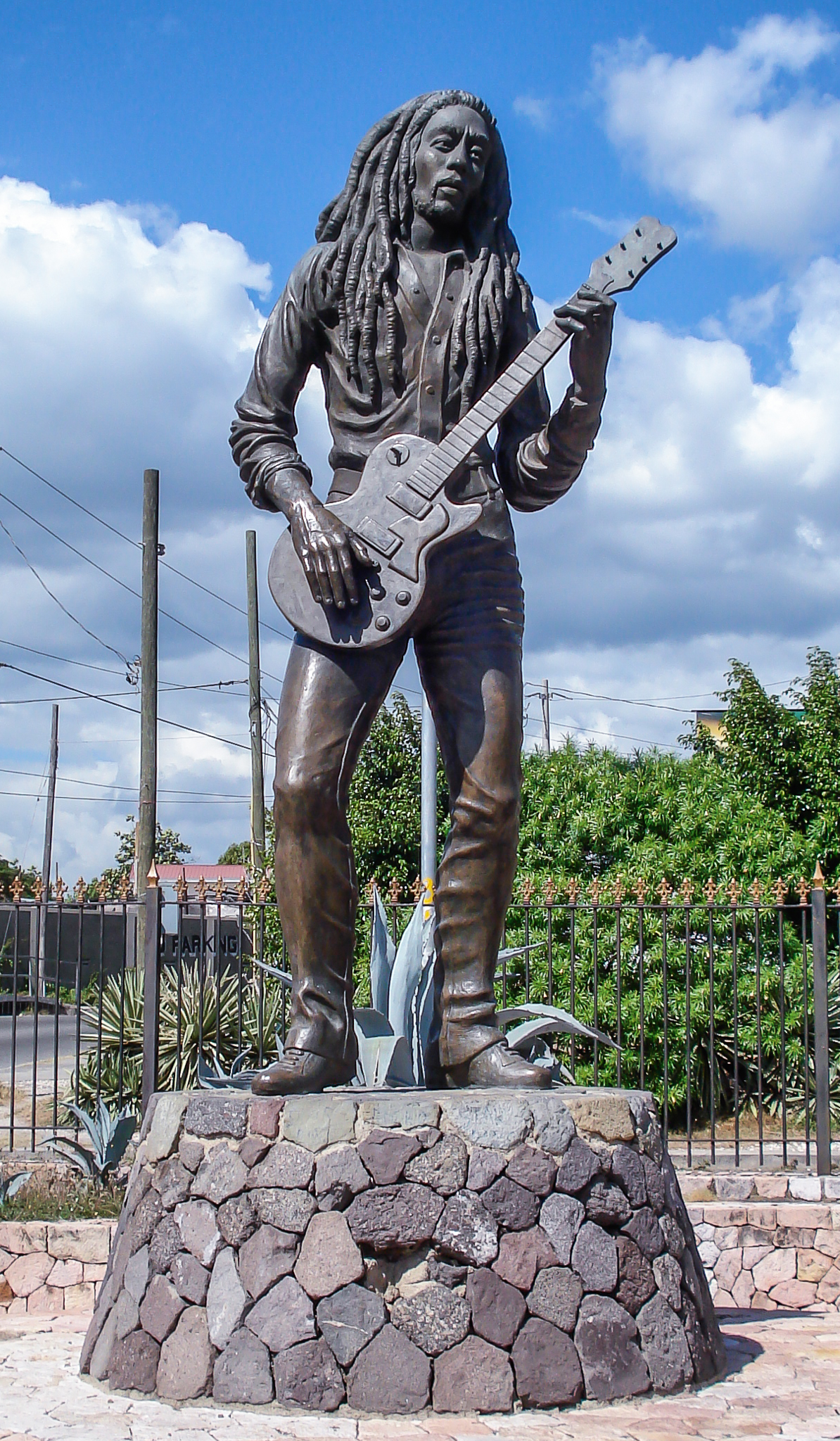
Estátua do cantor Bob Marley, lenda do reggae e ícone da música e cultura jamaicana, em Kingston, Jamaica

A cultura jamaicana é caracterizada pelo sincretismo resultante da mistura dos vários povos que habitam a ilha desde os primórdios de sua descoberta pelos espanhóis, no século XVII. Aos nativos aruaques juntaram-se os latinos espanhóis, os negros africanos e os ingleses que dominaram a ilha posteriormente além imigrantes que para lá se transferiram após a extinção do regime escravista. Destes, os imigrantes hindus são os mais notáveis pela influência que exerceram sobre vários aspectos do comportamento local, em especial, no âmbito da religião. Isto porque as coisas que dizem respeito à religiosidade despertam profundo interesse naquela comunidade, essencialmente mística apesar de oficialmente ser majoritariamente anglicana. O anglicanismo da ilha não pôde evitar a miscigenação das ideias e a teologia do jamaicano médio abriga tradições variadas que vão do cristianismo aos rituais tradicionais africanos, como o Vodum, por exemplo.
Religião e música são os elementos culturais mais emblemáticos da Jamaica. O país é berço do Rastafarianismo e da Reggae-music, duas expressões de subjetividade identitária que são intimamente ligadas. A religião rastafari representa uma reação original local contra os padrões de espiritualidade impostos pela religião europeia. A população negra jamaicana é descendente de levas de escravos que foram aprisionados em diferentes regiões da África, mas sobretudo, a maioria pertencia a culturas refinadas do norte do continente que floresceram em países como Sudão, Somália e Etiópia. Nestas regiões, as populações negras do século XVII, há muitas gerações  tinham contato com crenças variadas. As mais importantes eram: judaísmo, islamismo e cristianismo ortodoxo. Estes povos negros falavam línguas "exóticas" como o árabe e o aramaico, além das africana iorubá e cuá, entre outras.
Estas diferentes linhas de pensamento aparecem nas Congregações rastafari que se inclinam mais ou menos para o Cristianismo Ortodoxo, adotam mandamentos do Antigo Testamento (judaico) e costumes evidentemente islâmicos e também hindus. Os dread ou tranças-mechas dos rastafaris são idênticos aos cabelos dos sadus da Índia bem como a ideia do uso da marijuana com finalidades rituais. Algumas congregações prescrevem conduta e indumentária femininas de inspiração muçulmana e as "liturgias" ou encontros místicos, incluem performances com tambores que resgatam ritmos africanos. O uso dos tambores em ofícios religiosos chegou a ser adotado por Igrejas Cristãs Jamaicanas de orientação Ortodoxa. Essa percussão está na raiz da criação do gênero de música denominado reggae-raiz, que combina a cadência hipnótica dos tambores com harmonias simples e arranjos que utilizam guitarras e outros instrumentos com sonoridades do blues e do rock estadunidense . Além da música e da religião, a cena cultural da Jamaica se completa com a coexistência harmônica de produtos industriais com artesanais. Roupas e acessórios coloridos e objetos de arte em madeira são combinados com o plástico e o alumínio da pós-modernidade.
O ackee é considerada a fruta nacional da Jamaica. A fruta ackee é nativa da África tropical ocidental, de regiões aproximadamente à mesma latitude da Jamaica. Ainda desconhecida pela ciência, chegou provavelmente através dos navios de tráfico negreiro. Em 1778, o doutor Thomas Clarke cultivou e disseminou as primeiras mudas pelo país.